# Horokanai
Horokanai (幌加内町, Horokanai-chō) és una vila i municipi de la subprefectura de Kamikawa, a Hokkaido, Japó i pertanyent al districte d'Uryū. Es tracta d'un petit municipi agrícola conegut pel conreu del blat moro dedicat a fer els fideus soba i per ser un dels llocs més freds del Japó. Fins a l'any 2010, Horokanai va pertànyer a la subprefectura de Sorachi.

## Geografia
El municipi de Horokanai es troba localitzat a la part més occidental de la subprefectura de Kamikawa, al nord-oest de Hokkaido. El terme municipal de Horokanai limita amb els de les viles de Bifuka i Nakagawa, totes dues pertanyent al districte de Nakagawa, al nord; a l'est limita amb les ciutats de Shibetsu i Nayoro i amb la vila de Wassamu, al districte de Kamikawa; cap al sud només hi trobem la capital subprefectural i segona ciutat més populosa de Hokkaido: Asahikawa; a l'oest limita amb la ciutat de Fukagawa, a la prefectura de Sorachi i amb les viles de Tomamae, Haboro (districte de Tomamae), Obira (districte de Rumoi) i Enbetsu (districte de Teshio), totes elles de la subprefectura de Rumoi.

## Història
El municipi de Horokanai es creà l'any 1918 com a poble, al districte d'Uryū i sent una escissió del poble de Kami-Kitaryū, actual vila de Numata, a la subprefectura de Sorachi. No fou fins a l'any 1959 quan Horokanai va assolir la seua actual categoria de vila. El 17 de febrer de 1978, Horokanai fou notícia en establir un record de temperatures baixes amb 41,2 graus sota zero, arribant-se a alçar un monument commemoratiu al municipi. El 2010, amb les reformes territorials i administratives empreses pel govern de Harumi Takahashi, la vila de Horokanai va passar a formar part de la subprefectura de Kamikawa.

## Demografia
| 1920 | 1930 | 1940 | 1950  | 1960 | 1970 | 1980 |
| ---- | ---- | ---- | ----- | ---- | ---- | ---- |
| n/a  | n/a  | n/a  | n/a   | n/a  | n/a  | n/a  |
| 1990 | 2000 | 2010 | 2020  | 2030 | 2040 | 2050 |
| n/a  | n/a  | n/a  | 1.386 | -    | -    | -    |

## Transport

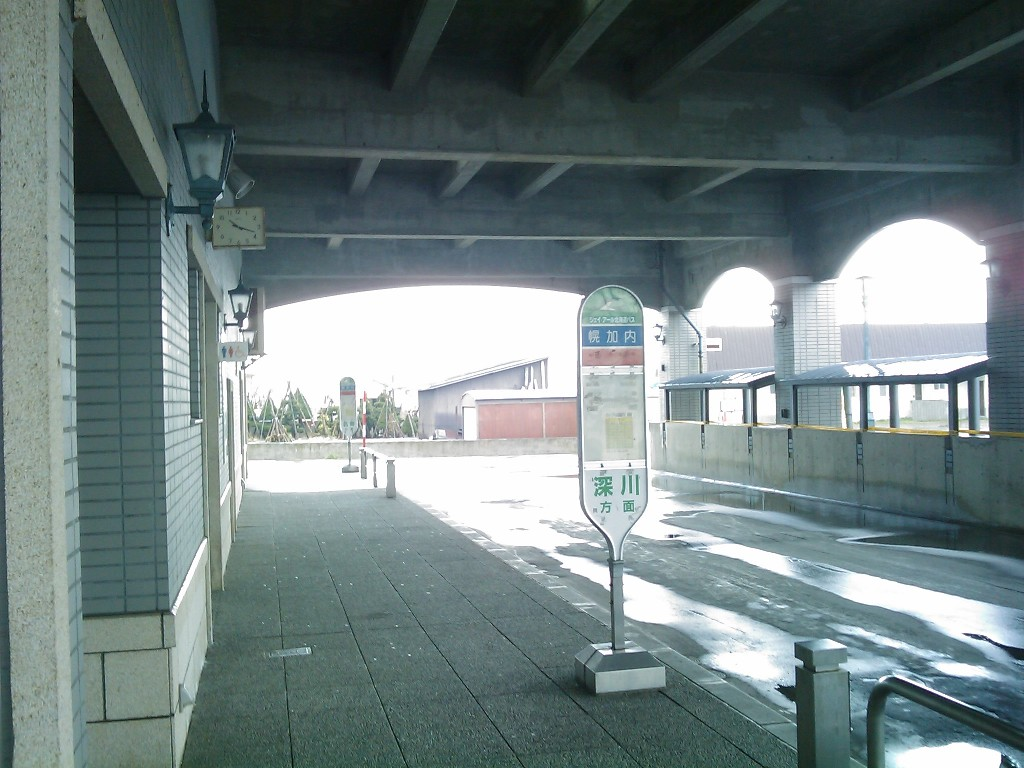
JR Hokkaidô Bus

### Ferrocarril
Des del tancament de la línia Shinmei de la JR Hokkaidō el 4 de setembre de 1995 degut al descens demogràfic i al desenvolupament dels automòbils i les carreteres, el municipi de Horokanai es quedà per complet sense servei ferroviari, tancant totes les estacions. Part del servei que abans feia el ferrocarril actualment ho presta la JR Hokkaidô Bus.

### Carretera
- Nacional 239 - Nacional 275
- Prefectural 48 - Prefectural 72 - Prefectural 126 - Prefectural 251 - Prefectural 373 - Prefectural 528 - Prefectural 688 - Prefectural 729 - Prefectural 938 - Prefectural 964

## Agermanaments
- Setouchi, prefectura d'Okayama, Japó.